# League of Legends EMEA Championship
A League of Legends EMEA Championship (LEC) é a liga profissional de esporte eletrônico de League of Legends administrada pela Riot Games na região EMEA (Europa, Oriente Médio e África), na qual dez equipes competem. Cada temporada anual é dividida em duas divisões, primavera e verão, ambas consistindo em nove semanas de torneios todos contra todos, que então terminam em eliminatórias entre as seis melhores equipes. No final da temporada, as equipes com melhor desempenho se classificam para o Campeonato Mundial de League of Legends. A LEC representa o mais alto nível de League of Legends jogado na EMEA.
Com exceção de alguns eventos itinerantes, todos os jogos do LEC são jogados ao vivo no estúdio da Riot Games em Berlim, Alemanha. Além de um pequeno público de estúdio, todos os jogos são transmitidos ao vivo em vários idiomas na Twitch e no YouTube, com transmissões que atraem regularmente mais de 300.000 espectadores.
A popularidade e o sucesso da LEC atraíram significativa atenção da mídia. Em 30 de setembro de 2016, o Senado da França aprovou por unanimidade a última versão da Lei para uma República Digital, melhorando significativamente o processo de visto para jogadores da LEC e atletas de esportes eletrônicos em geral, dando um enquadramento legal aos contratos de esportes eletrônicos, introduzindo mecanismos para garantir o pagamento em prêmiações em dinheiro, especificando direitos para atletas menores e muito mais. Alguns meses antes, a França também introduziu uma nova federação de esportes eletrônicos, "France Esports", que tem o dever de ser um órgão representativo dos esportes eletrônicos perante o governo e servir como "parceiro do Comitê Olímpico e Esportivo Nacional da França para questões relacionadas ao reconhecimento dos esportes eletrônicos como em si". A Espanha fez o mesmo em novembro de 2016, criando a Federação Espanhola de Jogos e Esportes Eletrônicos. A LEC atraiu patrocínios da Kia, Red Bull, e Erste Group.
A LEC anunciou um polêmico acordo de patrocínio com a Neom em 2020. Muitos funcionários da liga ameaçaram uma paralisação, o que levou ao cancelamento do patrocínio.

## Formato
Desde a reformulação da marca da liga em 2023, 10 times, selecionados por meio de franquia, competem na LEC. Cada temporada é dividida em três divisões. A temporada regular de cada divisão consiste em 3 semanas de jogo, nas quais cada equipe joga entre si uma vez em um único formato todos contra todos, em um total de 9 jogos cada. As 8 melhores equipes avançam para uma fase de grupos de eliminação dupla, da qual as 2 melhores equipes de cada grupo competem em uma outra chave de eliminação dupla de quatro equipes. As eliminatórias de cada divisão concedem prêmios em dinheiro e pontos de campeonato, que são usados para determinar a classificação para as finais da temporada.
Os três campeões de cada etapa, além de equipes adicionais com base nos pontos do campeonato, competem nas finais da temporada. As finais da temporada são uma chave de eliminação dupla, com os 4 primeiros colocados se classificando para a chave superior.

## Equipes
| Equipe        | Localização | Entrada        |
| ------------- | ----------- | -------------- |
| Astralis      | Dinamarca   | Primavera 2021 |
| Excel Esports | Reino Unido | Primavera 2019 |
| Fnatic        | Reino Unido | Primavera 2013 |
| G2 Esports    | Alemanha    | Primavera 2016 |
| KOI           | Espanha     | Inverno 2023   |
| MAD Lions     | Espanha     | Primavera 2020 |
| SK Gaming     | Alemanha    | Primavera 2013 |
| Team BDS      | Suíça       | Primavera 2022 |
| Team Heretics | Espanha     | Inverno 2023   |
| Team Vitality | França      | Primavera 2016 |

## Edições anteriores
(†) - Indica uma equipe que não pertence mais à liga.
| Ano  | Etapa     | Campeão         | Vice-campeão      | Terceiro lugar | Quarto lugar      |
| ---- | --------- | --------------- | ----------------- | -------------- | ----------------- |
| 2013 | Primavera | Fnatic (1)      | Gambit Gaming†    | Evil Geniuses† | SK Gaming         |
| 2013 | Verão     | Fnatic (2)      | Lemondogs†        | Gambit Gaming† | Evil Geniuses†    |
| 2014 | Primavera | Fnatic (3)      | SK Gaming         | Roccat†        | Alliance†         |
| 2014 | Verão     | Alliance† (1)   | Fnatic            | SK Gaming      | Roccat†           |
| 2015 | Primavera | Fnatic (4)      | Unicorns of Love† | H2k-Gaming†    | SK Gaming         |
| 2015 | Verão     | Fnatic (5)      | Origen†           | H2k-Gaming†    | Unicorns of Love† |
| 2016 | Primavera | G2 Esports (1)  | Origen†           | Fnatic         | H2k-Gaming†       |
| 2016 | Verão     | G2 Esports (2)  | Splyce†           | H2k-Gaming†    | Unicorns of Love† |
| 2017 | Primavera | G2 Esports (3)  | Unicorns of Love† | Fnatic         | Misfits Gaming†   |
| 2017 | Verão     | G2 Esports (4)  | Misfits Gaming†   | Fnatic         | H2k-Gaming†       |
| 2018 | Primavera | Fnatic (6)      | G2 Esports        | Splyce†        | Team Vitality     |
| 2018 | Verão     | Fnatic (7)      | Schalke 04†       | Team Vitality  | Misfits Gaming†   |
| 2019 | Primavera | G2 Esports (5)  | Origen†           | Fnatic         | Splyce†           |
| 2019 | Verão     | G2 Esports (6)  | Fnatic            | Schalke 04†    | Rogue†            |
| 2020 | Primavera | G2 Esports (7)  | Fnatic            | MAD Lions      | Origen†           |
| 2020 | Verão     | G2 Esports (8)  | Fnatic            | Rogue†         | MAD Lions         |
| 2021 | Primavera | MAD Lions (1)   | Rogue†            | G2 Esports     | Schalke 04†       |
| 2021 | Verão     | MAD Lions (2)   | Fnatic            | Rogue†         | G2 Esports        |
| 2022 | Primavera | G2 Esports (9)  | Rogue†            | Fnatic         | Misfits Gaming†   |
| 2022 | Verão     | Rogue† (1)      | G2 Esports        | Fnatic         | MAD Lions         |
| 2023 | Inverno   | G2 Esports (10) | MAD Lions         | KOI            | SK Gaming         |
| 2023 | Primavera | MAD Lions (3)   | Team BDS          | Team Vitality  | G2 Esports        |
| 2023 | Verão     | G2 Esports (11) | Excel Esports     | Fnatic         | Team Heretics     |
| 2023 | Finais    | G2 Esports (12) | Fnatic            | MAD Lions      | Team BDS          |

### Títulos por equipe
(†) - Indica uma equipe que não pertence mais à liga.
| Equipe     | Títulos | Vices | Edições vencidas |
| ---------- | ------- | ----- | --- |
| G2 Esports | 12      | 2     | Primavera 2016, Verão 2016, Primavera 2017, Verão 2017, Primavera 2019, Verão 2019, Primavera 2020, Verão 2020, Primavera 2022, Inverno 2023, Verão 2023, Finais 2023 |
| Fnatic     | 7       | 6     | Primavera 2013, Verão 2013, Primavera 2014, Primavera 2015, Verão 2015, Primavera 2018, Verão 2018                                                                    |
| MAD Lions  | 3       | 1     | Primavera 2021, Verão 2021, Primavera 2023 |
| Rogue†     | 1       | 2     | Verão 2022 |
| Alliance†  | 1       | 0     | Verão 2014 |